# Ted Bundy
Theodore Robert Bundy (rojen Cowell), bolj znan kot Ted Bundy, ameriški serijski morilec *24. november 1946, †24. januar 1989

## Otroštvo
Ted Bundy se je rodil kot Theodore Robert Cowell, dne 24. novembra 1946, mami Eleanor Louise Cowell v Burlingtonu v Vermontu v domu Elizabeth Lund za neporočene matere.  Identiteta očeta ni bila nikoli potrjena po nekaterih navedbah pa slutijo, da bi to lahko bil Lloyd Marshall, ki je bil prodajalec in veteran vojaškega letalstva Združenih držav, vendar je po mnogih trditvah njegov oče neznan.  Mama Louise je trdila, da je bila v zvezi z vojnim veteranom po imenu Jack Worthington, ki pa jo je zapustil kmalu po tem ko je zanosila.  Nekateri družinski člani so izrazili mišljenje, da je Bundyjev oče morda oče Louisein oče, Samuel Cowell. V ameriškem dokumentarnem filmu Crazy, Not Insane iz leta 2020 je psihiatrinja Dorothy Otnow Lewis trdila, da ji je uspelo urediti test DNK, ki je pokazal, da Bundyju ni oče njegov lastni dedek.  Prva tri leta svojega življenja je Bundy živel pri svojih starih staršev po materini strani, dedku Samuelu in babici Eleanor Cowell v Filadelfiji. Družini, prijateljem in Tedu so govorili, da so njegovi stari starši njegovi starši in da je njegova mati njegova starejša sestra, da bi se izognili stigmi, da je rojen kot zunaj zakonski otrok. Ted je sčasoma odkril resnico, ko je videl kopijo svojega rojstnega lista.  Ko je videl rosjstni list je vse življenje izražal zamero do svoje matere, ker nikoli ni govorila z njim o njegovem pravem očetu in, da ga je pustila, da sam odkrije svoje pravo poreklo. 
V nekaterih intervjujih je Bundy toplo govoril o svojih starih starših  in povedal, da se je »poistovetil« z dedkom ter, da ga je »spoštoval« in se »oklepal«.  Dedek je umrl leta 1983. Leta 1987 pa so Ted in drugi družinski člani povedali odvetnikom, da je bil Samuel tiranski nasilnež in fanatik, ki je sovražil črnce, Italijane, katoličane in Jude ter, da je pretepel ženo in družinskega psa. Bundy pa je svojo babico opisal kot plaho in ubogljivo žensko, ki je bila občasno podvržena terapiji za depresijo ter, da se je proti koncu svojega življenja bala zapustuti njihovo hišo.  Ti opisi Bundyjevih starih staršev so bili postavljeni pod vprašaj v novejših preiskavah. 
Leta 1950 je Louise spremenila svoj priimek iz Cowell v Nelson in na prigovarjanje številnih družinskih članov zapustila Filadelfijo s Tedom, da bi živela pri bratrancema Alanu in Jane Scott v Tacomi v Washingtonu.  Leta 1951 je Louise spoznala Johnnyja Culpepperja Bundyja, bolnišničnega kuharja, na večeru samskih odraslih v cerkvi v Tacomi.  Pozneje istega leta sta se poročila in Johnny je uradno posvojil Teda.  Johnny in Louise sta skupaj spočela še štiri otroke, in čeprav je Johnny poskušal svojega posvojenega sina vključiti v družinske dejavnosti se je Ted tega uperal.  Kasneje se je pritoževal, da Johnny ni njegov pravi oče, ter da »ni bil preveč pameten« in »ni zaslužil veliko denarja«.  Bundy je v kasnejših letih spreminjal svoje spomine na Tacomo. V intervjuju z Stephen Michaud in Hugh Aynesworthje je opisoval potepanje po svoji soseski ter kako je brskal po smeteh v iskanju slik golih žensk.  Odvetnici Polly Nelson pa je rekel, da je brskal po detektivskih revijah, kriminalističnih romanih in dokumentarnih filmih o resničnih zločinih, da bi iskal zgodbe, ki so vključevale spolno nasilje.  V enem izmed pisem pa je zatrdil, da »nikoli ni bral detektivskih revij in da se je zgrozil ob misli, da bi jih kdorkoli«.  V intervjuju je Michaudu povedal, da je užival velike količine alkohola in, da je pozno ponoči »preiskoval skupnost« v iskanju nezagrnjenih oken, kjer bi lahko opazoval ženske, ki se slačijo, ali »karkoli drugega je mogoče videti.« 
Tudi opisi njegovega družabnega življenja so bili različni. Michaudu in Aynesworthu je povedal, da se je kot mladostnik držal bolj zase. Ted je trdil, da nima občutka za razvijanje prijateljstev.  Šport ga ni zanimal edino športno zanimanje je kazal pri smučanju. Smučarsko opremo je ukradel, vozovnice za žičnico pa ponaredil.  Med srednjo šolo je bil tudi dvakrat aretiran zaradi suma vloma in kraje avtomobila. 

## Modus operandi in profil žrtev
Ted Bundy je bil organiziran in preračunljiv kriminalec ter veljal za zelo karizmatično osebo s čimer si je pridobil zaupanje svojih žrtev. Zaradi svojega specialnega znanja se je leta in leta uspešno izogibal identifikaciji in prijetju. Njegova prizorišča zločina so bila razkropljena po geografsko obsežnem območju. Žrtvam se je približal na javnih mestih, pri čemer se je pretvarjal, da je poškodovan ali pa se je predstavljal za drugo osebo. Njegove žrtve so bile ženske, ki jih je pretel ter odpeljal na druge lokacije, kjer jih je posilil in zadavil. Pogosto pa se je Bundy na te kraje tudi vračal, da bi obiskoval svoje žrtve, jih negoval in izvajal spolne odnose s trupli, vse dokler razkroj in uničenje s strani divjih živali tega ni več omogočalo. Obglavil je najmanj dvanajst žrtev in njihove glave hranil kot spomin v svojem stanovanju. Mnogokrat pa je vlomil v stanovanja in svoje žrtve pretepal med spanjem.  Preden so organi za pregon spoznali, da je storilec umorov eden, je Bundy zagrešil že 20 umorov. Za svoje metode napada je izbral pretepanje in davljenje žrtev, dve dokaj tihi tehniki, ki ju je mogoče izpeljati z gospodinjskim orodjem. Bundy se je strogo izogibal strelnemu orožju, povzročanju hrupa in ostalim prijemom, ki  puščajo kakršnekoli dokaze. Bil je zelo moder in v zelo kratkem času je pregledal okolico in našel varne točke, kjer se je lahko skril in tam mučil žrtve. Prav tako je bil zelo spreten pri zakrivanju materialnih dokazov. Na nobenem kraju dejanja niso našli njegovih prstnih odtisov ali katerih drugih sledi. Pri svoji obrambi je poudaril dejstvo pomanjkanja materialnih dokazov za obsodbo. Zagovarjal se je kot nedolžen skozi celoten proces sojenja.

## Žrtve
Po več kot desetletju zanikovanj je vseeno priznal trideset umorov, ki jih je zagrešil v sedmih državah med letoma 1974 in 1978. Dejansko skupno število Bundyjevih žrtev ni znano in je verjetno bistveno višje. Različni uredniki špekulirajo, da je Bundy umoril okoli 100 žensk nekateri med njimi omenjajo tudi večje številke. Leta 1975 je bil Bundy aretiran in zaprt v Utahu zaradi ugrabitve in poskusa kaznivega napada. Nato je postal osumljenec na daljšem seznamu nerešenih umorov v več državah. V Koloradu mu je uspelo pobegniti iz pridržanja  in se zatekel na Florido, kjer je zagrešil še tri umore, vse dokler ga niso leta 1978 dokončno ponovno ujeli. Zaradi umorov na Floridi je v dveh sojenjih prejel tri smrtne kazni. Bundy je bil usmrčen v floridskem državnem zaporu v Raifordu, dne 24. januarja 1989. 
Na predvečer svoje usmrtitve je Ted Bundy naredil pregled svojih žrtev z Billom Haigmaierjem po državah:
- 11 umorov v Washingtonu (vključujoče Parks, ugrabitve v Oregonu in umor v Washingtonu), 3 od žrtev so neidentificirane,
- 8 umorov v Utahu (3 žrtve neidentificirane),
- 3 umori v Koloradu,
- 3 umori na Floridi,
- 2 umora v Oregonu (oba neidentificirana),
- 2 umora v Idahu (eden neidentificiran),
- 1 umor v Kaliforniji (neidentificiran).